# ستانكو مرشيتش
ستانكو مرشيتش (بالكرواتية: Stanko Mršić)‏ هو لاعب كرة قدم ومدرب كرة قدم كرواتي في مركز الدفاع، ولد في 12 سبتمبر 1955 في إيموتسكي في كرواتيا. لعب مع HNK Cibalia ‏.

## وصلات خارجية
- ستانكو مرشيتش على موقع قاعدة بيانات كرة القدم.إي يو (الإنجليزية)
- ستانكو مرشيتش على موقع Soccerway.com (الإنجليزية)
- ستانكو مرشيتش على موقع عالم كرة القدم.نت (الإنجليزية)